# Verzorgingsplaats Zwartewater
Verzorgingsplaats Zwartewater is een verzorgingsplaats aan de Nederlandse A67 tussen aansluiting Velden en aansluiting Venlo in de richting Duisburg. Dit is de laatste parkeerplaats voor de Duitse grens en ligt in de gemeente Venlo.
Richting Duisburg: Het Goor · Meelakkers · Het Gevlocht · Deersels · Zwartewater
Richting Antwerpen: Venlose Heide · Reunen · De Slenk · Helenaveen · De Leysing · Oeijenbraak · Oeienbosch · De Beerze